# Достаточно!
«Достаточно!» или «Хватит!» (чеш. Stačilo!) — чешская популистское политическое движение, возглавляемое Коммунистической партией Чехии и Моравии, основанное в октябре 2024 года на базе одноименной коалиции.
Основателем и председателем движения с 2025 года является блогер, дезинформатор и фермер Даниэль Стерзик. Первым заместителем председателя является депутат Европарламента, юрист и бывший эксперт в области здравоохранения Чешской пиратской партии Ондржей Достал. Другими видными фигурами движения являются политик и лоббист проекта водного канала «Дунай-Одер-Эльба» Ян Скалицкий и сельскохозяйственный предприниматель Зденек Яндейсек.

## История

### Коалиция

#### Выборы в Европейский парламент
В ноябре 2023 года коммунистическая партия объявила о намерении создать широкий политический альянс для выборов в Европейский парламент в июне 2024 года. 4 декабря 2023 года председатель коммунистической партии Катержина Конечна объявила о формировании коалиции. По её словам, коммунисты инициировали этот процесс с целью «объединить левые и патриотические партии и движения, которым небезразлично положение Чешской Республики в Европейском союзе, практика цензуры, растрата средств на вооружение и неэффективная социальная политика, приводящая к колоссальным различиям в минимальной заработной плате в ЕС». 
Тогда же было объявлено о создании коалиции, основателями которой стали коммунистическая партия и правонационалистическая партия Объединенные демократы – Ассоциация независимых (SD-SN). Конечна была стала лидером коммунистов и всего избирательного списка коалиции. Лидером списка кандидатов от Объединённых демократов стал Ондржей Достал, бывший эксперт Чешской пиратской партии по вопросам здравоохранения, юрист и сторонник антиправительственных протестов. Коалиция объявила, что в их цели входит прекращение военной поддержки Украины и отмена запрета на производство автомобилей с двигателями внутреннего сгорания.
Несмотря на то, что коалиция была создана для участия в выборах в Европейский парламент, основная критика и реторика коалиции была направлена на действующее правительство Петра Фиалы и правоцентристской коалиции «Вместе» (SPOLU). В марте 2024 года Чешская национал-социальная партия (ČSNS) объявила о присоединении к коалиции, сославшись на «необходимость усиления патриотической и социальной политики». Список кандидатов ČSNS возглавлял их председатель Михал Клусачек. Другими личностями в списке кандидатов была бывший член и кандидат в председатели социальных демократов Яна Туронёва и бывший кандидат PRO 2022 Петра Редова. 
На выборах в Европейский парламент коалиция, неожиданно, получила 9,56% голосов и два мандата (Депутатами были избраны Катержина Конечна и Ондржей Достал). Впоследствии Конечна подтвердила свою цель сохранить проект для будущих выборов, особенно на региональных и сенатских, которые состоялись в том же году. В то же время она заявила о прекращении своей деятельности в своей первоначальной фракции в Европейском парламенте и сотрудничестве с немецкой партией BSW.

#### Региональные выборы
В апреле 2024 года Катержина Конечна заявила, что коалиция не является проектом для одних выборов. Это подтвердилось при составлении списков кандидатов для региональных выборах, где в большинстве регионов партии коалиции баллотировались вместе, в некоторых — с другими партиями под тем же брендом (с SOCDEM в Устецком крае; с ČSSD в Среднечешском, Южно-Чешском, Пардубицком крае, Высочине, Южноморавском, Оломоуцком, Злинском и Моравско-Силезском краях; с правым националистическим движением DOMOV в Южноморавском крае). Карловарский край — единственный, где КПЧМ баллотировалась самостоятельно.
Председатель Социал-демократов Михал Шмарда раскритиковал решение Устецкой ячейки партии сформировать коалицию с коммунистами, но отказался официально запретить такой союз. Коалиция в различном составе преодолела избирательный порог и получила мандаты в 11 из 12 краёв, где она подала список кандидатов, и получила в общей сложности 40 мандатов в региональных собраниях. Только в Либерецком крае коалиция не смогла преодолеть избирательный кворум всего на восемь голосов. Впоследствии коалиция обжаловала проведение выборов в окружном суде Либерца и потребовала пересчёта голосов. В ходе пересчёта голосов, назначенного судом, в некоторых районах были выявлены расхождения в результатах, но, по мнению суда, они не повлияли на окончательный результат, поэтому жалоба коалиции была отклонена.

### Создание движения
10 октября 2024 года политическое движение «Stačilo!» было зарегистрировано Даниэлем Стерзиком в Министерстве внутренних дел Чешской Республики. Форма политического движения была выбрана в связи с тем, что если бы субъекты коалиции, созданной в декабре 2023 года, а именно KSČM, SD-SN и ČSNS, баллотировались вместе на парламентских выборах 2025 года, то, согласно закону, для прохождения в Палату депутатов им потребовалось бы преодолеть не 5%, а 11% порог.
16 ноября 2024 года Центральный комитет КПЧМ принял решение, что партия не будет принимать участие на предстоящих парламентских выборах, а поддержит своих кандидатов в избирательных списках движения «Достаточно!». Таким образом, КПЧМ и сотрудничающим с ней партиям не потребуется более высокий электоральный кворум, как это было бы в случае избирательной коалиции. Председатель КПЧМ и лидер избирательного списка движения Катержина Конечна заявила, что верит в двузначный результат движения и что в случае её избрания в Палату депутатов, она откажется от мандата депутата Европарламента. 
В марте 2025 года состоялось закрытое учредительное собрание движения, на которое не были приглашены журналисты, и движение не информировало о его работе в социальных сетях. Председателем был избран Даниэль Стерзик, первым заместителем председателя – депутат Европарламента Ондржей Достал. Павлина Прохазкова стала штатным заместителем председателя, а Петр Карола, Дана Куличова и Дагмар Коничкова – членами президиума.
В июне 2025 года полиция начала расследование в отношении лидера избирательного списка в Краловеградецком крае и председателя ČSNS Михала Клусачека по подозрению в экстремизме после того, как он на публичном мероприятии, среди прочего, заявил, что если, по его мнению, «выборы (будут) украдены» и будет невозможно изменить курс страны демократическим путём, «настало время для четвёртого внутреннего сопротивления».

#### Возможное сотрудничество с другими партиями
Избранная на пост председателя Социал-демократов Яна Малачова после своего избрания заявила, что ведёт переговоры с Катержиной Конечной о возможном сотрудничестве на ближайших парламентских выборах. Возможность такого сотрудничества вызвала резкое сопротивление со стороны некоторых членов партии. Группа бывших министров,  депутатов и сенаторов от социал-демократической партии во главе с Иржи Динстбиром-младшим потребовала вынести вопрос о возможном сотрудничестве на партийный референдум. В ответ Конечна заявила, что все партии и движения, заинтересованные в сотрудничестве в рамках движения «Достаточно!», должны уважать «основные требования» движения. Среди них она назвала подготовленный законопроект об «иностранных агентах», проведение референдума о членстве в ЕС и НАТО, а также национализацию общественных СМИ (Чешское телевидение и Чешское радио). После этого переговоры зашли в тупик на несколько месяцев. По словам Яны Малачовой, движение не стремится акцентировать внимание на левом решении вопросов, а строится исключительно на «антисистемной» программе.
Среди других партий, заинтересованных в сотрудничестве с движением, была партия ČSSD Иржи Пароубека, которая уже активно сотрудничала с коалицией на региональных выборах. Однако вступление ČSSD было заблокировано ČSNS, председатель которой Михал Клусачек заявил, что у руководства партии было несколько причин для этого.
Председатель партии «Присяга» Роберт Шляхта не исключил сотрудничества своей партии с коалицией после того, как «Автомобилисты для себя» объявили о том, что будут баллотироваться самостоятельно на парламентских выборах. Однако в конце февраля 2025 года тот объявил о прекращении переговоров с движением из-за позиции некоторых его членов по вопросам Европейского союза и НАТО, из которых движение хотело бы вывести Чехию.
В мае 2025 года была достигнута договоренность с региональной партией «Мораваны» об участии её кандидатов в избирательных списках кандидатов движения.
В июле 2025 года социал-демократы достигли соглашения с движением и их члены появятся в избирательных списках кандидатов движения.

## Программа
Движение в своей программе заявляет о себе как о традиционном левом движении, выступающем за социальную справедливость, процветающую экономику, доступное здравоохранение и традиционные ценности, такие как национальная идентичность и гордость за культурное наследие Чешской Республики. Последовательно критикует предоставление военной помощи Украине, и отвергает участие чешских военнослужащих в зарубежных военных операциях. С момента своего основания продвигает идею референдума о выходе из ЕС и НАТО. Заявляет, что будет содействовать созданию условий для достойной жизни пожилых людей, инвалидов и социально незащищенных граждан. Заявляет, что пенсионный возраст должен быть приведён в соответствие со средней продолжительностью жизни и разрешить работникам тяжелых профессий выходить на пенсию раньше. Заявляет, что будет гарантировать минимальную заработную плату в размере не менее 60% от средней валовой заработной платы в Чешской Республике. Движение выступает против деятельности некоммерческих организаций в сфере образования, против инклюзивности и, наоборот, подчеркивает национальную гордость и традиционную семью, которым, по мнению некоторых представителей движения, угрожают «прогрессивные взгляды», такие как прием нелегальных мигрантов или поддержка однополых браков, а также «гендерная идеология». Выступает за сохранение чешской кроны и утверждает, что введение евро приведет к подорожанию чешских продуктов питания. Планирует национализировать общественные СМИ и принять закон о регистрации иностранных агентов и некоммерческих организаций.
В программном отношении движение разделяет восприятие традиционных ценностей, которые оно черпает из исторического опыта эпохи чехословацкой нормализации и программы КПЧ 1970-х годов.

### Комментарии
1. ↑  В чешской историографии Первым сопротивлением называют движение за независимость Чехословакии во время Первой мировой войны, Вторым сопротивлением называют движение Сопротивления во время Второй мировой войны, Третьим сопротивлением называют антикоммунистическое движение в послевоенной Чехословакии.